# Marinho Chagas
Francisco das Chagas Marinho, ismertebb nevén: Marinho Chagas, vagy Francisco Marinho (Natal, 1952. február 8. – João Pessoa, 2014. május 31.) brazil válogatott labdarúgó. 

## Pályafutása

### Klubcsapatban
Natalban született. A pályafutását az egyik helyi csapatban a ABC Natalban kezdte 1969-ben. Egy évvel később a Náutico Capibaribe csapatához került, ahol 1970 és 1972 között játszott. Ezt követően a Botafogo igazolta le. Pályafutásának leghosszabb időszakát itt töltötte, 1972 és 1977 között 74 mérkőzésen lépett pályára és 10 alkalommal volt eredményes. Ebben az időszakban az egyik legjobb játékosnak tartották a posztján, aminek köszönhetően bekerült a brazil válogatottba is. Balhátvéd létére meglehetősen támadószellemű játékos volt, amivel úttörőnek számított és ez a szellemiség mind a mai napig meghatározza a brazil válogatott szélső, támadó játékát. 
A későbbiekben játszott Brazíliában, az USA-ban és Németországban is, de sehol nem töltött el huzamosabb időt. 1978 és 1979 között a Fluminense csapatát erősítette. Két évet töltött el az Egyesült Államokban. Először a New York Cosmos játékosa volt, ahol csapattársa volt többek között Carlos Alberto Torres és Franz Beckenbauer. Ebben a szezonban 24 mérkőzésen 8 alkalommal talált az ellenfelek kapujába. A következő idényben a Fort Lauderdale Strikers együtteséhez igazolt, ahol Gerd Müllerrel játszhatott egy csapatban.
1980-ban visszatért Brazíliába a São Paulo csapatához, mellyel 1981-ben állami bajnokságot nyert. Ezután játszott még a Bangu, a Fortaleza, az América de Natal és a Los Angeles Heat csapataiban. Pályafutását 1987-ben fejezte be a legalacsonyabb német amatőr ligában a BC Harlekin Augsburg tagjaként.

### A válogatottban
1972 és 1975 között 28 alkalommal szerepelt a brazil válogatottban és 4 gólt szerzett. Részt vett az 1974-es világbajnokságon. 

## Sikerei, díjai
ABC
- Potiguar bajnok (1): 1971

São Paulo
- Paulista bajnok (1): 1981

Brazília
- Copa Roca (1): 1976
- Copa Río Branco (1): 1976

Egyéni
- Bola de Prata (3): 1972, 1973, 1981

## Külső hivatkozások
- Marinho Chagas – a FIFA adatbázisában
- Marinho Chagas adatlapja a National-Football-Teams.com oldalon (angolul)

- Marinho Chagas (angol nyelven). SambaFoot.com